# Václav Pinta
Václav Pinta (* 3. srpna 1942 Křemže) je český numismatik, zakladatel a bývalý dlouholetý předseda pobočky České numismatické společnosti v Chomutově, řadu let člen Výboru České numismatické společnosti. V roce 2004 obdržel za přínos české numismatice jubilejní medaili udělovanou ČNS u příležitosti 85. výročí založení Numismatické společnosti československé. Badatelskou pozornost věnuje středověkému českému mincovnictví, především grošovému období – době Karla IV.a soudobé mincovní technice.

## Život
Studie věnoval chronologii a typologii pražských grošů Karla IV. (Studie o chronologii pražských grošů Karla IV. z let 1346–1378, Numismatické listy, Praha 1971; Pražské groše Karla IV. 1346–1378, Chomutov 1999, Příspěvek k typologii pražských grošů Jana Lucemburského a Karla IV., Numismatický sborník 23/2008; KAROLVS PRIMVS GROSSI PRAGENSES, Nejnovější typologický a chronologický rozbor pražských grošů Karla IV., Mince a bankovky, Praha 2010), ikonografii drobné mince grošového období XIV. století (Dvoustranný haléř s českým lvem a orlicí, Numismatické listy, Praha 1972), metrologii pražských grošů (K jakosti pražských grošů Karla IV, Numismatické listy, Praha 1973), značkám na pražských groších (Tak zvané „tajné znamení“ na pražských groších Karla IV, Numismatické listy, Praha 1974), problematice přísečnické mincovny (Ražby přísečnické mincovny?, Numismatické listy, Praha 1999; Existovala přísečnická mincovna?, Památky, příroda, život, Chomutov 2000; Přísečnická mincovna, in: Pavel Radoměrský – Sborník numismatických studií k 75. výročí narození, Praha 2002).

## Bibliografie numismatických prací

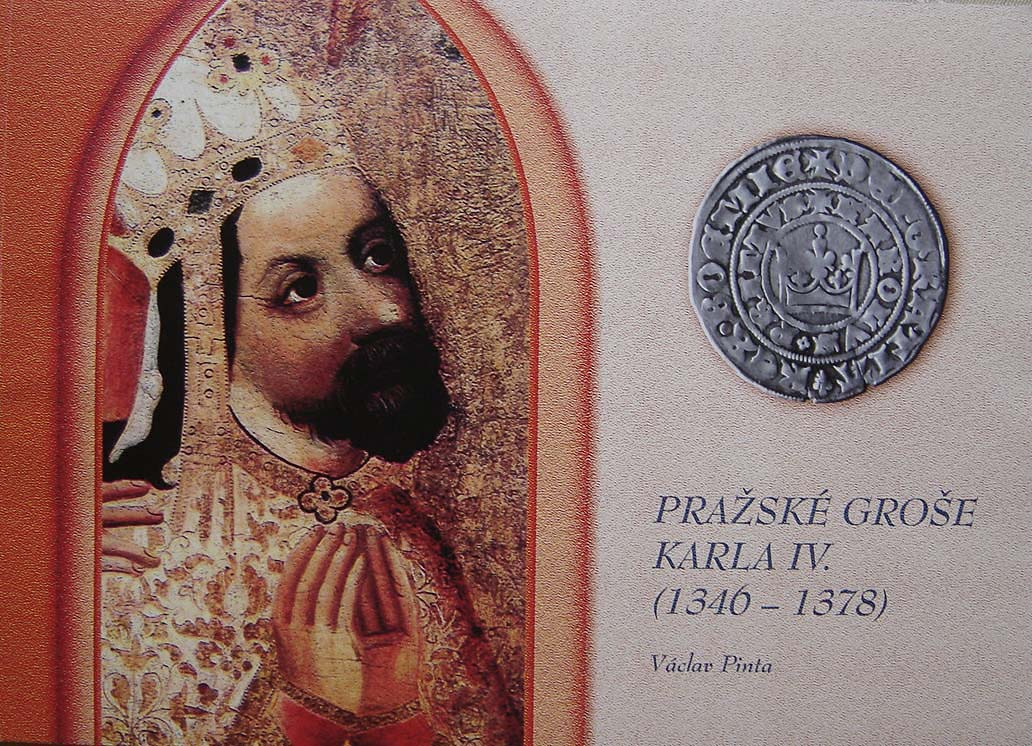
Obálka knihy Václava Pinty o pražských groších